# Tomogonia camposiana
Tomogonia camposiana är en insektsart som beskrevs av Goding. Tomogonia camposiana ingår i släktet Tomogonia och familjen hornstritar. Inga underarter finns listade i Catalogue of Life.